# Italië op het Eurovisiesongfestival 1987
Italië deed mee aan het Eurovisiesongfestival 1987 in Brussel (België). Het was de negenentwintigste deelname van het land.

## Nationale selectie
Net zoals de voorbije jaren besloot de RAI, de Italiaanse nationale omroep, hun kandidaat voor het Eurovisiesongfestival intern te kiezen. Er werd gekozen voor het gelegenheidsduo Tozzi & Raf, bestaande uit de zangers Umberto Tozzi en Raf, met het lied Gente di mare.

## In Brussel
In België moesten de Italianen als zevende aantreden, net na Zweden en voor Portugal. Bij de puntentelling ontving Gente di mare vijf keer het maximum van twaalf punten. België gaf vijf punten aan deze inzending, Nederland geen enkel. Met een totale score van 103 punten eindigden Tozzi & Raf op de derde plaats. Dit was het beste Italiaanse resultaat in twaalf jaar tijd.

### Gekregen punten

#### Finale
| 12 punten                                               | 10 punten             | 8 punten           | 7 punten      | 6 punten                                |
| ------------------------------------------------------- | --------------------- | ------------------ | ------------- | --------------------------------------- |
| - Duitsland - Ierland - Joegoslavië - Portugal - Spanje |                       | - Turkije          | - Zwitserland | - Oostenrijk                            |
| 5 punten                                                | 4 punten              | 3 punten           | 2 punten      | 1 punt                                  |
| - België                                                | - Finland - Luxemburg | - IJsland - Israël |               | - Cyprus - Verenigd Koninkrijk - Zweden |

### Punten gegeven door Italië

#### Finale
Punten gegeven in de finale:
| 12 punten | Ierland     |
| 10 punten | Nederland   |
| 8 punten  | Griekenland |
| 7 punten  | Noorwegen   |
| 6 punten  | België      |
| 5 punten  | Frankrijk   |
| 4 punten  | Duitsland   |
| 3 punten  | Zweden      |
| 2 punten  | Denemarken  |
| 1 punt    | Oostenrijk  |

1956 · 1957 · 1958 · 1959 · 1960 · 1961 · 1962 · 1963 · 1964 · 1965 · 1966 · 1967 · 1968 · 1969 · 1970 · 1971 · 1972 · 1973 · 1974 · 1975 · 1976 · 1977 · 1978 · 1979 · 1980 · 1981-1982 · 1983 · 1984 · 1985 · 1986 · 1987 · 1988 · 1989 · 1990 · 1991 · 1992 · 1993 · 1994-1996 · 1997 · 1998-2010 · 2011 · 2012 · 2013 · 2014 · 2015 · 2016 · 2017 · 2018 · 2019 · 2020 · 2021 · 2022 · 2023 · 2024 · 2025